# 擬斑天竺鯛
擬斑天竺鯛，為輻鰭魚綱鈎頭魚目天竺鯛科的一個種。

## 分布
本魚分布於西大西洋區，包括加拿大、美國、巴哈馬群島、貝里斯、巴拿馬、百慕達群島、古巴、蘇利南、蓋亞那、法屬圭亞那、千里達、巴西、委內瑞拉等海域。

## 深度
水深1至100公尺。

## 特徵
本魚體延長而側扁，眼大，口大略下位。魚體呈紅色，側線明顯，最大的特徵是體側具2枚黑色圓斑，其中一枚在第二背鰭下緣；另一枚在尾柄處。背鰭硬棘7枚；背鰭軟條9枚；臀鰭硬棘2枚；臀鰭軟條8枚，體長可達11公分。

## 生態
本魚棲息於岩礁區或具堅硬底質的大陸棚，白天躲藏洞穴中，夜間出來覓食，屬肉食性。繁殖期時，雄魚具有口孵習性，卵約7日化成仔魚，由雄魚吐出，具短暫的仔魚飄浮期。

## 經濟利用
可作為食用魚及觀賞魚。